# Выборгское пожарное депо
Выборгское пожарное депо — здание пожарной части в Выборге, построенное в 1906 году по проекту архитектора Брюнольфа Бломквиста. Дом в стиле северный модерн, включённый в перечень памятников архитектуры, и поныне используется по первоначальному назначению.

## История
К концу XIX века город Выборг сильно разросся, повысилась этажность застройки, вследствие чего небольшие пожарные депо, размещавшиеся на Пожарной и Парадной площадях, так же как и пожарная каланча в центре города, перестали удовлетворять требованиям пожарной безопасности. Поэтому в 1895 году выборгским городским архитектором Брюнольфом Бломквистом, предпочитавшим стиль неоренессанс, был разработан проект нового главного здания пожарной части. Завершение строительства пожарного депо в 1906 году стало важным этапом формирования застройки Школьной площади на склоне Мельничной горы. Ранее по проекту того же архитектора на вершине горы была возведена народная школа, а несколько позже по соседству — здание полицейского участка.

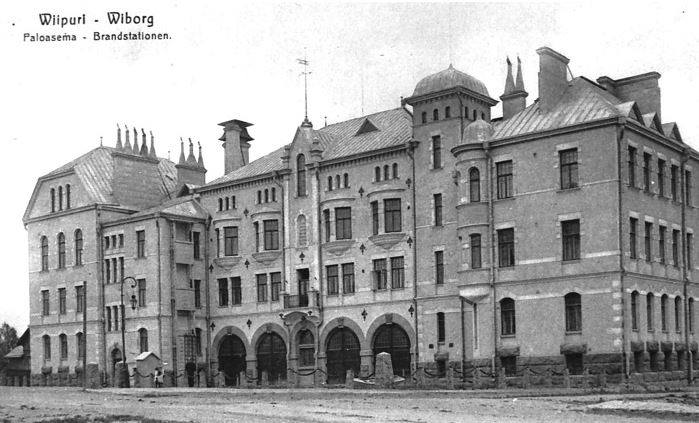
Первоначальный вид пожарного депо

Внешний облик трёхэтажного (частично четырёхэтажного) административного здания сформировался под влиянием идей северного модерна. Рустованный цоколь отделан гранитом. Асимметричный оштукатуренный фасад, ориентированный на площадь с её юго-восточной стороны, расположен под углом к проспекту Кутузова. Несмотря на серьёзность учреждения, архитектор придал дому вид сказочного дворца, соорудив разноуровневую крышу необычной формы и воспользовавшись для украшения фасада многочисленными элементами: такими, как эркеры, две башенки с куполами и узкими оконными проёмами, а также возвышавшийся над крышей высокий центральный треугольный щипец — фронтон с маленькими башенками и флюгером. 
Декоративное оформление фасада сочетается с функциональностью планировки: в частности, отличительной чертой здания является лестничная клетка из двух лестниц, позволяющая ускорить спуск и подъём пожарных по сигналу тревоги. Помимо рабочих кабинетов должностных лиц, проектом предусматривалась квартира начальника пожарной части, а также гаражи для пожарных автомобилей с облицованными гранитом арочными проездами и помещения для ремонта и технического обслуживания средств пожаротушения. Профессиональная пожарная команда, разместившаяся в здании, пришла на смену добровольным пожарным отрядам. В соседнем здании Репольской народной школы проходили профессиональную подготовку руководители пожарных подразделений для всей Финляндии.
В 1930-х годах внешний облик здания, одного из самых оригинальных в Выборге, изменила высокая модернистская пристройка башенного типа, предназначенная для сушки пожарных рукавов. Но гораздо больший ущерб дому нанесли советско-финские войны (1939—1944), в результате которых здание лишилось высокой крыши и возвышавшихся над ней декоративных элементов. Тем не менее, в ходе послевоенного ремонта и перепланировки значительная часть фасадных украшений сохранилась, и благодаря привлекательной отделке фасада дом остался в числе городских достопримечательностей. В 2006 году в ознаменование столетия выборгского пожарного депо и профессиональной пожарной команды на фасаде здания была установлена памятная доска.